# LGBT práva v Kostarice

Duhová mapa Kostariky

Lesby, gayové, bisexuálové a translidé se v Kostarice mohou setkávat s právními komplikacemi neznámými pro většinové obyvatelstvo. Stejnopohlavní sexuální aktivita je zde legální od roku 1971. Od roku 2013 mohou páry stejného pohlaví uzavřít domácí partnerství, které jim garantuje určitá práva a povinnosti. V lednu 2018 vydal Meziamerický soud pro lidská práva průlomový rozsudek, který vyzývá vlády všech smluvních států, aby legalizovaly sňatky pro páry stejného pohlavní, včetně společné adopce dětí. Rozsudek pamatuje mimo jiné také na práva translidí. Kostarická vláda na to reagovala tak, že příslušný zákon, který požaduje soud, přijme v následujících měsících.

## Zákonnost stejnopohlavní sexuální aktivity
Za španělské nadvlády byla homosexualita považována za těžký hřích a její praktikování bylo kriminalizováno. Trestnost homosexuality zůstala zachována i po získání nezávislosti. K dekriminalizaci došlo až s nástupem liberála Tomáse Guardia do úřadu kostarického prezidenta. Přestože provozování homosexuálního pohlavního styku již nebylo nezákonné, stále se na něj pohlíželo jako na projev nemravnosti.
V roce 1971 byl stanoven jednotný věk způsobilosti k pohlavnímu styku. Zároveň došlo k přijetí zákona trestajícím skandální sodomii (tou měla být pravděpodobně ta, která se páchala na veřejnosti, ačkoliv nejsou známy případy praktikování tohoto zákona). Legalita pohlavního styku mezi osobami téhož pohlaví byla nicméně zachována. Článek 382 trestního zákona o skandální sodomii byl definitivně zrušen v roce 2002.

## Stejnopohlavní soužití
Kostarika dosud neuzákonila stejnopohlavní manželství, ani registrované partnerství. V roce 2013 byl přijat zákon, který umožňuje homosexuálním i heterosexuálním párům uzavřít domácí partnerství.
V r. 2006 nevyhověl kostarický Nejvyšší soud žalobě týkající se ústavního práva homosexuálních párů na uzavření sňatku. Lidskoprávní aktivista Yashin Castrillo Fernandez dal podnět k Nejvyššímu soudu Kostariky týkající se kompatibility zákazu stejnopohlavního manželství s ústavním a mezinárodním právem. Svými argumenty však přesvědčil pouze dva soudce. Zbývající většina byla toho názoru, že se při přijímání ústavy počítalo s tradičním pojetím manželství, tedy jako svazku muže a ženy. V rozsudku však byla vyzvána kostarická vláda k uzákonění registrovaného partnerství.
V r. 2008 se podařilo kostarické LGBT organizaci Diversity Movement přimět některé poslance ke zpracování návrhu zákona o registrovaném partnerství. Poslankyně Ana Helena Chacón Echeverría (tehdy za Stranu křesťanskosociální jednoty) společně se Stranou občanské iniciativy a poslancem José Merino (Širší fronta) podpořili příslušný návrh se slovy, že gayové a lesby nejsou kostarickými občany druhé kategorie, a že jsou nadáni stejnými právy a povinnostmi jako většinoví obyvatelé. „Nemluvíme o manželství nebo adopci, nýbrž o základních občanských právech,“ řekli kostaričtí politici podporující registrované partnerství.
V červenci 2010 zakázal kostarický ústavní soud Nejvyššímu volebnímu tribunálu přípravu referenda o uzákonění registrovaného partnerství pro páry stejného pohlaví, které se mělo konat 5. prosince téhož roku. Jeho legitimitu zpochybnil právník Quirós Salazar s odůvodněním, že se jedná o porušování svobod jednotlivců. Petici za konání celonárodního referenda o registrovaném partnerství iniciovala nábožensky konzervativní skupina Observatorio de la Familia.
1. července 2013 přijalo Legislativní shromáždění zákon, který umožňuje homosexuálním párům uzavřít domácí partnerství. Během debaty na toto téma slibovalo několik progresivních poslanců, že se jedná o mezikrok k uzákonění registrovaného partnerství. Konzervativní poslanci proto okamžitě vyzvali kostarickou prezidentku Lauru Chinchillu k vetování příslušné legislativy se slovy, že byli podvodem přesvědčeni k hlasování pro návrh zákona o domácím partnerství. Chinchilla jejich žádosti nevyhověla o několik dní později zákon podepsala. Nový zákon se stal účinným 8. července 2013. 10. července 2013 se šest homosexuálních párů obrátilo na soudy se žádostí o uznání jejich svazku jako registrovaného partnerství. O den později přijal rodinný soud jednu z těchto žádostí.
V polovině března 2015 byly předloženy dva vládní návrhy zákona o registrovaném partnerství. 19. března 2015 předložila levicová poslankyně Elena Fallas Rodríguez vlastní návrh zákona o sňatcích párů stejného pohlaví.

## Souhrnný přehled
| Legální věk způsobilosti k pohlavnímu styku                                             | (1971)                                                              |
| Stejný věk legální způsobilosti k pohlavnímu styku pro obě orientace                    | (2002)                                                              |
| Anti-diskriminační zákony v zaměstnání                                                  | (1998)                                                              |
| Anti-diskriminační zákony v přístupu ke zboží a službám                                 | (1998)                                                              |
| Anti-diskriminační zákony v ostatních oblastech (homofobní urážky, zločiny z nenávisti) | (1998)                                                              |
| Stejnopohlavní manželství                                                               | (2020)                                                              |
| Jiná forma stejnopohlavní soužití                                                       | (Pro některé účely od roku 2013, registrované partnerství navrženo) |
| Adopce dítěte partnera                                                                  | (Navržena)                                                          |
| Společná adopce dětí stejnopohlavními páry                                              | (Navržena)                                                          |
| LGBT osoby smějí otevřen sloužit v armádě                                               | Kostarika je stát bez ozbrojených sil                               |
| Možnost změny pohlavního styku                                                          | / (Změna úředního jména ano, pohlaví nikoliv)                       |
| Přístup k umělému oplodnění pro lesbické ženy                                           | No                                                                  |
| Náhradní mateřství pro gay páry                                                         | No                                                                  |
| MSM smějí darovat krev                                                                  | (2007)                                                              |